# ギニュー特戦隊
ギニュー特戦隊（ギニューとくせんたい）は、鳥山明の漫画『ドラゴンボール』およびアニメ作品『ドラゴンボールZ』、『ドラゴンボール改』に登場する架空の戦隊。
初登場は其之二百七十二「間に合え!!ななつのドラゴンボール」、アニメでは『ドラゴンボールZ』第61話「迫る超決戦!ギニュー特戦隊只今参上!!」、『ドラゴンボール改』第28話「迫る超決戦!ギニュー特戦隊只今参上ッ!」。

## 概要
フリーザの配下として登場した、全宇宙から精鋭を集めた5人のエリート部隊。北の界王も恐れる存在で、グルドを除く4人はフリーザの側近であるザーボンとドドリア、その2人を倒したベジータさえ上回る戦闘力を持つ。ギニューの台詞によれば、それぞれの出身種族の中でも突然変異で生まれた天才戦士を集めているという。メンバー全員胸にマークが付いたVネック戦闘ジャケットを着用し、同じくマークが施された丸型宇宙船を使用している。
闘う順番をじゃんけん（アニメ『改』では「ギニューじゃんけん」と呼称）で決めるなど、一見ふざけているような言動を取るが、職務自体は完璧に遂行し、フリーザからは評価が高く信頼されている。また、フリーザはギニュー特戦隊が全員倒されたことに気付いた際、顔色を変えて驚いていた。ただし、ファイティングポーズを初めとしたアクの強いノリはフリーザの趣味に合わないらしく、アニメでは名乗りを見た直後に赤面し、5人のポーズや出動前の気合入れに唖然としている。また、アニメでは隊員全員がお菓子が大好きという一面が強調されており、部下全員でおやつの時間を取るという説明がされたり、チョコレートパフェを賭ける場面もある。
フリーザがナメック星へ侵攻している際に増援として呼び寄せられる。当初のギニュー特戦隊の任務はヤードラット星の征服だったが、このとき初めてフリーザの侵略している惑星戦線での最前線へと投入されることになった。そしてドラゴンボールのありかを吐かせるために、ベジータを連れて来ることをフリーザに命じられる。
最終的には孫悟空たちとの戦いの末にギニューを除いた4人は死亡し、生き残ったギニューもカエルのまま何もできず逃亡したので事実上の壊滅状態となった。アニメ『ドラゴンボール超』では、タゴマの肉体を得てギニューが復活したが、孫悟飯に敗れた後にベジータによって消滅させられており、特戦隊メンバーは全滅した。
劇場版第20作『ドラゴンボール超 ブロリー』では、フリーザ軍の前身であるコルド軍の頃から5人ともフリーザに仕えている描写があり、コルド大王の引退時にスペシャルファイティングポーズを決めていた。
ナメック星編の時期に行われた鳥山明の漫画全般を対象にしたキャラクター人気投票ではギニューが第8位、ジースが第12位、バータが第21位にランク入りしている。
隊員全員の名前は乳製品に由来している。

## スペシャルファイティングポーズ

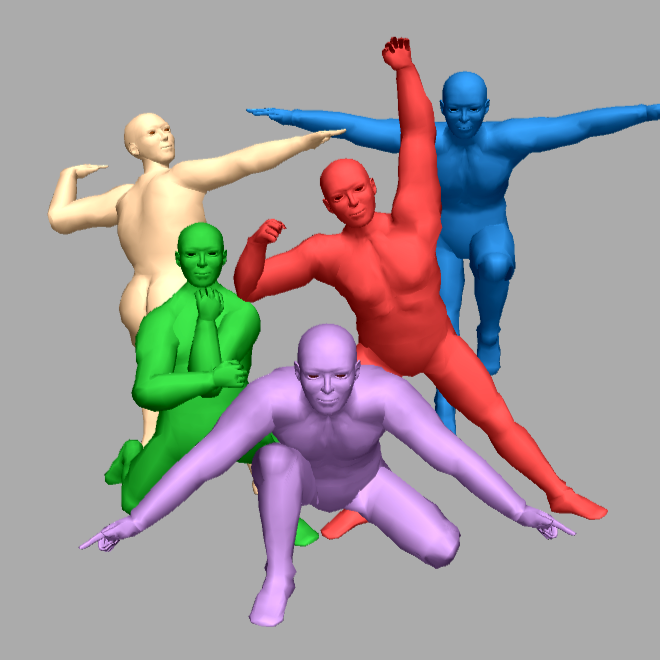
ポーズ例

「スペシャルファイティングポーズ」と呼ばれるポージングや独特の掛け声などについて鳥山は、特撮の影響と語っている。鳥山が子供と一緒に『地球戦隊ファイブマン』『特警ウインスペクター』などの番組を見ていたところはまり、ギニュー特戦隊を登場させた。
一緒にチョコレートパフェを食べに行くなど隊員同士の仲は非常に良いが、全員どこか変わった性格をしており、仲間が戦死した際には悲しみや戦力の低下よりもスペシャルファイティングポーズの様式美が崩れることを気にしていた。グルド、バータ、リクームが倒されたことをジースから報告をうけたギニューは、孫悟空たちのもとへ出撃する直前にスペシャルファイティングポーズを決めるが、2人だけではこのポーズがしっかりと決まらないことを悟り、初めて隊員たちが倒されたことに激怒している。
なお、このスペシャルファイティングポーズは基本的に5人以外の者には不評で、似たようなポーズをするグレートサイヤマンである悟飯からも、当時の幼年期やアニメ『超』の予告でも変なポーズと言われ、ほとんどのゲームでもグレートサイヤマンと特戦隊による掛け合いでも悟飯から「素直に喜べないな」と複雑な気持ちであった。ただし『ドラゴンボール ファイターズ』では逆で、お互いのポーズを理解しリスペクトし合う会話をしている。逆にゴテンクスに対してはお互いのセンスの無さを非難し合っていた。
2021年に開催された2020年東京オリンピックの自転車競技で金・銀メダルを獲得したイタリアの選手5人がチーム公式Twitterでこのポーズを披露し、話題となった。

## メンバー

### ギニュー
声 - 堀秀行（『Z』、ゲーム『ヒーローズ』）、小西克幸（『改』、『超』、ゲーム『レイジングブラスト』以降のゲーム作品）
特戦隊の隊長。体は薄い紫色をしており、頭には血管が浮き出ていて左右一対の黒い頭角を持つ。戦闘服は両腕、両脚とも露出。一人称は「わたし」もしくは「オレ」。特殊能力「ボディチェンジ」（後述）によって、宇宙の優れた戦士と体を取り替えてきたため、作中の姿はチェンジ後のものである。また、部下であるジースは「やはり、あれを」と発言しており、ジースは過去にギニューがボディチェンジを使うのを見たことがある。劇場版第20作『ドラゴンボール超 ブロリー』では作中から41年前の、フリーザ軍の前身であるコルド軍の頃には既に原作の姿になっている。また、劇場版第8作『ドラゴンボールZ とびっきりの最強対最強』で登場するサウザーはクウラ機甲戦隊のリーダーの座をギニューと争ったことがあり、ギニューの真の姿を知っていた1人であるとされる。
純粋にフリーザを尊敬する数少ない部下の1人であり、フリーザからも絶大な信頼を寄せられていると同時に、その実力を認められている。フリーザは悟空と互角に戦った際に「ギニュー隊長の上をいくヤツがいるとは」と引き合いに出している。フリーザの部下の中では最も高い戦闘力を持ち、最大戦闘力は120,000で、戦闘力を自在に変化させることも可能。念動力を有し、ドラゴンボールを浮遊させて運んでいる場面がある。他のメンバーのようにスカウターの数値のみに固執してはおらず、悟空が自分と同様に戦闘力を臨機応変に変化させる戦士であることを隊員の中で唯一見抜いている。また、強い戦士へは敬意を持ち、一対一の勝負にこだわる独自のフェア精神を持っており、悟空との対戦中にジースが悟空に不意打ちを仕掛けたことで優勢になるが、自らの手で優勢を放棄して戦いを振り出しに戻し、「今度余計なマネをしたら、命をなくすのは自分だと思え」とジースを叱り飛ばした。悟空にも「おめえは思ったよりフェアな戦士だから殺したくねえ」と好感を持たれた。しかし、自らよりも戦闘力が高い悟空とボディチェンジした後も劣勢に立たされるとわかると、これまでと一転して、ジースに自ら戦闘に参加しないことを責めている。また、隊員には他の星へ降り立った際は技の試し撃ちをするように注意している。アニメ『Z』と『改』では常にキャラメルを持ち歩いている。
登場した当初は、リクーム同様ベジータを「ちゃん」付けで呼び完全に見下している（アニメでは「ベジちゃん」とも）。他の隊員の例に洩れずユニークな一面が強調されており、リクームの台詞によれば、ファイティングポーズを考えるのも彼である。フリーザがドラゴンボールを全て手に入れたときには「喜びのダンス」を踊ろうとしたが、フリーザには「またの機会に」と婉曲に断られた。また、作中で彼オリジナルの「ウルトラファイティングポーズ」も披露している。アニメではジースが仲間の敗北を報告に来るまで、残っていた兵士たちにファイティングポーズの指導をしていた。グルド、リクーム、バータらが戦死したとジースから聞いた際、「自分たちより強い者はフリーザ様しか存在しない」と隊員たちの死を否定した。
界王拳を発動してギニューの戦闘力を大幅に超えた悟空（ギニューが120,000に対し、悟空は180,000以上）に大きく慄くが同時に嬉しがり、自分の体にわざと重傷を負わせたうえで、ボディチェンジを行い悟空の体を手に入れることに成功する。しかし、ギニューは界王拳を使えない上に慣れない体のためその戦闘力をうまく引き出すことができず、戦闘力23,000とチェンジ前を大きく下回る戦闘力しか出せなかったため、本来ならば格下であるはずの悟飯やクリリンに予想外の苦戦を強いられる。アニメでは、2人との戦いを通じて少しずつ悟空の体に慣れていき、徐々に戦闘力を引き出せるようになっていく（悟空もギニューの体に慣れていき戦闘に協力した）。その後ジースを撃破したベジータに闘いを挑まれ応戦するが、敵わず痛め付けられて地面に叩き落とされる。そしてベジータがトドメを刺そうと上空から突進してきたところにボディチェンジを仕掛けるが、元の体に戻れる好機と判断した悟空が間に割って入ったことで悟空とギニューの体は元に戻る。今度こそベジータの体を手に入れるためにベジータに向けて再度ボディチェンジを放つが、悟空がとっさに放り投げたカエルのような生物と入れ替わる。カエルの体では言葉を話せないためボディチェンジができず、戦闘力も失ったため無力な存在となった。直後にベジータに踏み潰されそうになるが、悟空に制止され、ベジータもこれからカエルとして生きることになったギニューに同情したことで命を助けられ、そのままどこかへ逃亡する。アニメではベジータの肉体を乗っ取る際にわざと攻撃を受けて肉体を痛めつける形で戦闘シーンが追加されている。
原作ではその後登場しないが、アニメ『Z』では出番が大幅に追加されている。暇を持て余していたブルマから翻訳機を渡されたため、言葉を話すことができるようになり、うまく騙して体を入れ替えフリーザと悟空の対決の場へ向かう。さらにピッコロの体を乗っ取ろうとするが、悟飯の機転で結局カエルに戻る。その後はドラゴンボールによって地球に転送された。最初はブルマに蹴飛ばされたが、逃亡せずにそのままブルマの家の温室に住み着いた。カエルとなって力は失われても、ファイティングポーズをとったり身のこなしなどはそれなりにでき、温室に住む他の生物にスペシャルファイティングポーズを披露している場面がある。ナメック星人が他の星へ移った時も、ベジータやピッコロと同様に地球に留まり、以後も何度か姿を見せている。それらの登場シーンではとくに悪事を企んでいるような描写は無く、セルゲーム直前に悟空の家の庭に現れたり、第209話では魔人ブウ出現前の天下一武道会会場で悟飯に拾われたりと、行動範囲もかなり広い。また、かつてのギニューの肉体を得たカエルも地球にいる。
アニメ『ドラゴンボール超』では、ソルベが地球にやってきた際にカエル（アニメ『超』は『Z』で一時ブルマがカエルと入れ替わった上記設定も引き継がれている）の姿で登場しており、ドラゴンボールで復活したフリーザが地球に来た際にたまたま現場に居合わせ、突如乱入してきた超ゴテンクスに股間めがけて頭突きされて悶絶していたタゴマの前で筆談で｢チェンジ｣と書いて、それをタゴマが読んで喋ったことによってボディチェンジが発動し、タゴマの体を得て復活する。フリーザはかつてエリート集団のリーダーのギニューが生きていたと知った時は「嬉しい誤算」と語る。一方で相変わらず独特のパフォーマンスには冷や汗をかかされており「あの性格だけは何とかならないんですかね」とぼやいていた。悟空の時とは違い、タゴマのパワーを引き出して悟飯、クリリン、ピッコロ、天津飯、亀仙人の5人を圧倒しフリーザから手放しで称賛されるが、超サイヤ人となった悟飯の前には為す術なく敗れる。そこへフリーザと同じく因縁のある悟空とベジータが現れ、かつてカエルとボディチェンジされたことを逆恨みするも、ベジータから「カエルのままだったら死ぬことはなかったと思うぜ」と皮肉られ、ベジータが放つエネルギー波を受け消滅した。
テーマソング「参上!!ギニュー特戦隊!!」の歌詞ではカエル嫌いと語られている。
名前の由来は牛乳。
技
ボディチェンジ
両腕を広げて「チェンジ!!」と叫び、向かい合った相手と肉体を入れ替える技。自分より強い相手にも有効であるため、自身の体をわざと痛めつけた後に、この技を使って形勢を逆転させることが可能。
だが悟空の体は、奪った直後に体を上手く使いこなせず、その戦闘力の全てを引き出せないことに気付き、このような体とチェンジしたのはギニュー自身初めての経験で困惑していた。悟空からは「精神と肉体を一致させないと力を引き出せない」と警告を受けていた。アニメでは、悟飯とクリリンの2人と戦ううちに徐々に悟空の体に慣れていき、戦闘力を引き出せるようになっていった。
また、技の途中で第三者による妨害（ギニューと対象者との間に割って入る、生物を投げ入れられるなど）を受けると、意図しないその第三者と肉体を入れ替えることになるという危険性がある。言葉を話すことができない生物と肉体が入れ替わった場合には、技そのものが使用できなくなる。
体は入れ替わっても気の性質自体は変化せず、悟空の体となったギニューの気を察知したクリリンからは「邪悪な気」と評されている。アニメでは、他者の体と取り替えても声はチェンジする前のままである。これは後のゲーム版にも反映されている。
アニメ『Z』と『改』では、ピッコロとチェンジを試みた時に、この技のターゲットにされた者は、一時的に身動きがとれなくなり技を避けられなくなる効果が見られた。
アニメ『超』では、ギニューがカエルの姿になって喋れなくても、筆談で「チェンジ」と書き、目の前の対象者に｢チェンジ｣と言わせることができればボディチェンジが発動するようになっている。また本作では、最初こそ「この体に慣れていませんが」と語っていたがすぐさま奪った体のパワーを引き出し本人以上に使いこなして見せ、戦闘力をパワーアップさせた。ギニュー自身そのことを喜びはするも、驚いてはおらず、それを見ていた銀河パトロールのジャコも、ギニューが奪った体のパワーを引き出す特性を持つ存在ではと推測しており、『Z』でも相性が悪かった悟空の体に少しずつ慣れ始めていた描写が追加されている。
ゲーム作品では基本的に対戦相手と体力や気力など含め全て入れ替える技として登場しているが、『ドラゴンボールZ Sparking! NEO』など一部のゲームでは対戦相手ではなく、悟空などにカラダを入れ替えて体力を全回復する仕様になっているほか、『ドラゴンボール レジェンズ』では対戦相手と肉体を入れ替えた直後に入れ替わった肉体で自分の胸を突いた後、すぐさま元の肉体に戻るという技になっている。
また、『ドラゴンボール ザ ブレイカーズ』では、当てたサバイバーのチェンジパワーを1にして強制的にダウンさせる。ギニュー自身は当てたサバイバーのレベル4の姿になる。
ホルスタインショック / 自害
ボディチェンジの際に相手を弱らせるため、自分の胸を突き、体力を減らす技。前述したように『レジェンズ』では技名こそ無いもののボディチェンジ使用後に使い、敵にダメージを与える技となっている。
ストロングジャージー
突進しての肘撃ち。悟空との闘いの先制攻撃に使用。
ギニューメガブラスト / テラスマッシュ / ミルキーキャノン / ダイナマイトプレッシャー / 強力エネルギーは（波） / ミルキーボンバー
溜めてから放つエネルギー弾。かめはめ波と類似している。
サイコキネシス
物体に触れずに、念力で複数の物を動かすことができる技。作中では7つのドラゴンボールの運搬の際に使用。

### リクーム
声 - 内海賢二（『Z』第61話 - 第95話、ゲーム『ヒーローズ』）、佐々木誠二（『改』、ゲーム『レイジングブラスト』以降のゲーム作品）
外見は人間型で、赤髪と黒目を持つ。パイナップルのような髪型で筋骨隆々の大男。戦闘服は両肘下、両膝下を露出。一人称は「オレ」。舞空術や気功波のほかに特殊な超能力は持っていないが、高い攻撃力と耐久力を持ち、その恵まれた体格および鍛え上げたパワー・タフネスを駆使して戦う。戦闘力は不明だが、20,000近く（アニメでは30,000）のベジータを軽くあしらっており、リクームを倒した悟空の数値をギニューが「60,000ほど」と推測している。
度々ファイティングポーズを取り、ふざけた態度や発言も多くユーモラスさも見せるが、戦闘においては相手をいたぶって遊ぶ残忍な面があり、隊員仲間であるバータからすら「イヤな性格」と評されている。
ベジータ、悟飯、クリリンの数々の攻撃を真っ向から受け止めてなお余裕を見せる圧倒的な強さを見せつけた。原作・アニメ共に、攻撃を受けるたびに相手を褒める発言を繰り返して、それなりに技の威力に対する驚きの感想を述べ、瞬間的には顔を歪ませて痛みも感じているが、結局のところ自身が受けた傷とダメージは戦闘面でほとんど影響を及ぼさず、リクーム自身のベジータたちに対する評価は最終的に「どいつもこいつもつまらねえカス野郎どもだ」と吐き捨てるように呟いている。なお、戦いが進むほどに肉体のささいなダメージとは別にプロテクターやアンダースーツはかなり破損していき、髪型や服装も乱れ、最後は尻が丸出しの状態になっていた。
3人に止めを刺そうとしたときにその場に駆けつけた悟空を侮り、あっさりと倒そうとするも攻撃が全く当たらず、とっておきの技を発動しようとした隙を突かれて肘打ちによる一撃で沈められた。その後、瀕死状態のままベジータから気功波を放たれ、爆死する。
リクームと悟空の戦いは鳥山明が選ぶ「好きなバトルベスト5」の3位に選ばれており、「2人の勝負というより、ずっと待っていた悟空がついにやってきた、という部分が好き。大袈裟にいえば、このシーンのためにフリーザ編を描いてきたと言ってもいいかもしれない」と語られている。
アニメではプロレスをアレンジしたような技を連発した。『Z』と『改』の終盤では、死後に送られた地獄で魔人ブウ（純粋）と超サイヤ人3の悟空との真剣勝負を観戦した際に、その凄さに両腕を挙げて叫び声をあげて感服する一面も見せた。
アニメ『Z』と『改』では、常にチョコレートを持ち歩いており、バータと何分でグルドが勝つかとチョコレートを賭けていた際に、バータにチョコレートを渡している。
名前の由来はクリーム。
技
リクームキック
決めポーズを取った後、相手に突進して膝蹴りを決める。
リクームエルボー
名称はアニメより。相手の上空からのエルボースタンプ。
リクームデスドライバー
相手を持ち上げたまま地面に急降下し叩きつける。
リクームイレイザーガン
口から高い火力の気功波を発射する。ただし、発動前に口を無理やり閉じられると暴発する。
連続気功波 / リクームボンバー / リクームグレネードボンバー
エネルギー弾を連射する。
リクームマッハアタック
決めポーズを取った後に相手に突っ込んでいく。悟空との対戦で使用したが、あっさり避けられた。
リクームウルトラファイティングミラクルボンバー / ウルトラファイティング・アタック / R・F・B・A
本人いわく「周囲を広範囲に渡って吹き飛ばす」とっておきの大技。作中では発動前の決めポーズを終える間近に悟空の肘打ちを受けて倒されたため、不発に終わっている（悟空いわく「あんまり隙だらけだったもんだから」）。一部のゲームでは使用可能で、自身の体から広範囲に衝撃波を放出する技とされている。
ファイナルポーズ
名称はアニメより。中腰になり相手に尻を向けたポーズをとる。厳密には相手を攻撃する技ではないが、アニメでのジースの台詞によれば「リクームの十八番」だという。バータの「花の命は短かった」という台詞から、いわゆるフィニッシュサインであることが示唆されている。
リクームボディアタック
アニメオリジナル。死後、界王星でヤムチャと対決した時に使用。
リクームジャンプ
アニメオリジナル。ヤムチャに倒され、地獄へ落とされた際、脱出しようとして使用したが、地獄の上空の雲を突き破れなかった。
リクームファイヤーギロチンドロップ
ゲームオリジナルのリクームウルトラファイティングミラクルボンバーと並ぶ大技。相手をつかんで空中にはねあげ、自分も飛び上がって変形のツームストーン・パイルドライバーに両足をかかえながら相手の頭部を打ちつける。『ドラゴンボールZ Ultimate Battle 22』で使用。
サイコドライバー
ゲーム『ドラゴンボールZ ドッカンバトル』で使用するグルドとの合体技。詳細は後述。
サイコイレイザー
ゲーム『ドラゴンボールZ ドッカンバトル』で使用するグルドとの合体技。詳細は後述。

### バータ
声 - 岸野幸正（『Z』）、小野坂昌也（『改』、ゲーム『レイジングブラスト』以降のゲーム作品）
体色は青色をしており、隊員の中では身長が最も高い。戦闘服は両腕を露出し両脚がアンダースーツで覆われている。一人称は「オレ」もしくは「オレさま」。戦闘力もリクームやジースと同程度。「宇宙一速い」と自負し仲間からもそのスピードが特技と認められているが、悟空の前ではパワーもスピードも敵わなかった。攻撃速度が速くかなりの手数を見せたが、悟空には完全に弄ばれた挙げ句あっさりと敗れ、瀕死状態の時にベジータの膝蹴りで首を折られて死亡した。特戦隊の中ではジースと仲が良く、リクームが戦っている様子を2人で観戦していた。
アニメでは「ギニュー特戦隊の青いハリケーン」を名乗っている。アニメ『Z』では、時折女性的な言葉も発した。アニメ『改』では原作に準じた口調になっている。
好物はチョコレートパフェ。ベジータだけでなく、クリリンと悟飯も倒させて欲しいと頼んだリクームに対して、観戦していたジースと共に「チョコレートパフェを奢れ」と要求する場面がある。
アニメ『Z』と『改』では、常にチョコレートを持ち歩いていたリクームと何分でグルドが勝つかとチョコレートを賭けていた際に、リクームからチョコレートを貰っている。
名前の由来はバター。
技
マッハキック
唯一原作で披露した技で、空中で相手を蹴り続ける。悟空との対戦で使用したが、全てかわされ勝負にならなかった。
マッハ・アタック
ゲーム『ドラゴンボールZ 超サイヤ伝説』で使用。エネルギーをまとっての体当たり。
『ドラゴンボール ザ ブレイカーズ』では、ポーズをとって2回手を叩いたあと猛スピードで突進する。
スペースマッハアタック
ゲーム『ドラゴンボールZ Sparking!』シリーズで使用。相手を全方位から殴打する。
ブルーインパルス
ゲーム『ドラゴンボールZ 超悟空伝 -覚醒編-』で使用。青白いエネルギー波を放つ。
ハイスピードレボリューション
ゲーム『ドラゴンボールZ 偉大なるドラゴンボール伝説』で使用。相手の周囲を回転し、エネルギー弾を連射する。
パープルコメットクラッシュ
アニメで使用。ジースとの合体技。詳細は後述。
パープルコメットハリケーン
ジースとの合体技。詳細は後述。
パープルコメットゼットクラッシュ
アニメ『Z』で使用。詳細は後述。

### ジース
声 - 田中和実（『Z』）、増谷康紀（ゲーム『舞空闘劇』）、岸尾だいすけ（『改』、ゲーム『レイジングブラスト』以降のゲーム作品）
メンバーの中ではやや小柄で、地球人に近い姿をしている。また、整った顔立ちをしており、肌は赤色で白い長髪を持つ。一人称は「オレ」。戦闘服は両腕がアンダースーツで覆われ、両脚は露出。戦闘力はリクームやバータと同程度。他の隊員同様ユーモラスな側面が描かれており、悟飯たちと対峙した際、ギニューの「かわいがってやるぞ」という台詞を聞き、悟飯たちに字義通りではないことを丁寧に説明した直後にギニューから「説明せんでもいい」と突っ込まれる。ギニュー特戦隊の隊員同士の仲は基本的に良好だが、ジースはとくにバータと仲が良く、リクームが戦っている様子を2人で観戦していた。
アニメでは「ギニュー特戦隊の赤いマグマ」と名乗る。また、白い長髪を生かして歌舞伎のようなファイティングポーズを見せた。クウラ機甲戦隊のリーダーであるサウザーとは同じ星系の出身。
ナメック星到着直後、フリーザに依頼されていた最新型のスカウターが入ったケースを渡した。アニメではエリート意識の強い面が強調されている。だが、スカウターの数値に頼るあまり悟空の実力を見抜くことができず、リクームが悟空に倒されたのも「偶然に決まっている」と決め付けていた。のちにギニューからこのことで注意を受けているほか、ベジータと戦った際にも「お前たちはスカウターに頼りすぎている」と指摘された。バータとともに悟空に襲い掛かるが、バータが悟空に倒されると恐れをなして撤退。1度は生き残るが、大怪我から復活して大幅に戦闘力を上げたベジータとの戦いでは圧倒され、最期はエネルギー波で消滅させられた。
名前の由来はチーズをもじったものである（チーズ→ヂース→ジース）。
技
クラッシャーボール
普通の気功波に類似した光球をバレーボールのスパイクのように飛ばす。
『ドラゴンボール ザ ブレイカーズ』ではバータと連携。
バータは連続エネルギー弾を放つ。
パープルコメットクラッシュ
アニメで使用。バータとの合体技。ジースの赤い光球とバータの青い光球を合体させ、紫色の渦巻きになってエネルギー弾を連射する。
パープルコメットハリケーン
バータとの合体技。ジースが敵にぶつかって行き、その後バータが敵にぶつかって行き、その後ジースが折り返し、その後バータが折り返し、バータがジースに追いついて2人同時に攻撃する。
パープルコメットゼットクラッシュ
アニメ『Z』で使用。パープルコメットクラッシュの強化版。最初から紫色の光球に包まれたまま合体するが、技の途中で天津飯に破られる。
このオレ様に敵うわけが無い!
アニメで使用。エネルギー弾を連射する。

### グルド
声 - 塩屋浩三（『Z』）、高戸靖広（『改』、ゲーム『レイジングブラスト』以降のゲーム作品）
体は緑色をしており、背が低く全体的に丸まった体格をしていて目が4つある。性格は醜悪で残忍。一人称は「オレ」。戦闘服は両腕、両脚ともアンダースーツで覆われている。戦闘力自体はクリリンに「てんでたいしたことない」と言われるほど低いが、後述の特殊能力のため、数値としての単純な戦闘力以上に高い実力を持ち、猛者揃いのフリーザ一味の中で他の戦士を抑え、戦闘のエリート集団であるギニュー特戦隊入りを果たしている。
顔の形状の都合から5人の中で唯一スカウターを装着していない。フリーザを初めとする一味は気を探る能力を持っていないため、自分が予想していた以上に高速移動で迫る悟飯やクリリンを探すのに悪戦苦闘していた。「試合場のゴミひろい」と愚痴り悟飯とクリリンを侮っていたが、すばやい動きで迫る2人に危機を感じて、金縛りの術を発動する。念力で木を折って先端を鋭くした状態で2人を串刺しにしようとしたが、その瞬間を狙ったベジータに不意を突かれて首を切断された。苦しみながら「このオレが低俗なサル野郎のサイヤ人にやられるとはな、頭にくるぜ」と罵ったあとにベジータに「お前に言われちゃおしまいだ」と言い放たれ、エネルギー波を受けて死亡した。
アニメでは、悟飯、クリリンとの戦いで苦戦を強いられたことを見かねたバータからは「ギニュー特戦隊の恥さらし」、リクームからは「もう一緒に遊んでやらない」、ジースからは「3時のおやつの時間もお前とは別々にする」と散々に言われた。さらにアニメではベジータとの仲の悪さが強調されており、純粋な戦闘力ではなく、超能力を駆使した特殊戦法を評価されて特戦隊入りを果たした点を認められず、「息が臭い」「無能」などと罵られた。ゲーム『ドラゴンボールZ Sparking!』シリーズでも、餃子との闘いやザーボンとの対話などで触れられている。一部のゲームではバータとジースがタッグを組むように、自分もリクームとコンビを組むことが多い。
名前の由来はヨーグルト。
技
時間停止 / タイムストップ
その名の通り、自分以外の時間を停止させることができる。発動するには息を止めなければならず、あまり連続で使うことはできない。時を止めた状態でも攻撃できるようだが、本人が「エネルギー消耗があまりにも大きすぎる」と発言する通り効率が悪く、アニメではエネルギー不足で発射できなかった。そのため、もっぱら回避手段として用いていた。
サイコキネシス / サイコジャベリン
物体に触れずに、念力で地面を砕いてその破片を飛ばしたり、大木を杭のように鋭く削って投げつけたりする。
金縛りの術
奇声を上げ、腕を振り上げることにより相手の身動きをとれなくする切り札。リクームによれば、「めったに見せない」技。アニメでは金縛り状態になった悟飯とクリリンの頬をつねったり、耳を引っ張ったりする他「百叩きの刑」と称して殴打していた。アニメでは界王星にて餃子にも使おうとしたが、一瞬の隙を突かれ阻止される。
サイコドライバー
ゲーム『ドッカンバトル』で使用するリクームとの合体技。グルドが金縛りの術で相手の身動きをとれなくした後、リクームが高速でラッシュを仕掛けた後に相手を持ち上げたまま地面に急降下し叩きつける。
サイコイレイザー
ゲーム『ドッカンバトル』で使用するリクームとの合体技。途中まではサイコドライバーと同様の流れだが、相手を地面に叩きつけた後にグルドが地面の破片を飛ばし、リクームが口から気功波を放出する。

## ゲームオリジナル

### ボニュー
声 - 小林ゆう
2020年1月16日発売のゲーム『ドラゴンボールZ カカロット』で登場。かつてギニュー特戦隊の隊員だった女性戦士。ジースと同じ星の出身。特戦隊結成時にギニューが真っ先にスカウトしたほどの実力を持つ有名な戦士だったが、スペシャルファイティングポーズが嫌で脱退した。

## 死後（アニメのみ）
ギニュー以外の4人は死後、界王に練習相手として肉体を与えられて界王星に呼び寄せられ、ヤムチャ、天津飯、餃子と対決。リクームはヤムチャに、ジースとバータは2人に分身した天津飯に、グルドは餃子によって倒され、地獄に落とされた。
あの世一武道会編では、地獄でフリーザ親子とともにセルの部下になり暴れまわっていた。さらにスペシャルファイティングポーズを披露するなど相変らず元気な姿を見せていたが、セルゲーム編以降の悟空の敵ではなく、いずれも一撃で倒される。魔人ブウ編では、界王神界での悟空たちとブウの戦いをフリーザやコルド大王とともに地獄から観戦していた。
これらは『Z』のみで見られ、魔人ブウ編以外の場面は『改』ではカットされている。また、前述の通りギニューはカエルになったまま死んでいないため、これらのパートには一切登場していない。
劇場版第15作『ドラゴンボールZ 復活のフュージョン!!悟空とベジータ』では、フリーザに引き連られて地獄から復活。同じフリーザ一味のメンバーや他の劇場版の悪役たちと共に悟飯に襲い掛かるが、フリーザが悟飯によって一撃で倒されると恐れをなして逃亡した。その際ギニュー、グルドのみ登場していない。

### ドラゴンボールGT
『ドラゴンボールGT』（究極の人造人間編）では、あの世とこの世が結合したことで、悟空たちに倒された過去の戦士たちと共に地獄から復活し、地球で暴れまわっていた。その後、閻魔宮にて閻魔大王の裁きを待つ列にギニュー（カエルとボディチェンジする前の姿）も並んでいるシーンがあるが、詳細は不明。

## テーマソング
参上!!ギニュー特戦隊!!
作詞：山田ひろし / 作曲・編曲・歌：山崎燿
『ドラゴンボール改』のために作られた歌。劇中でも使用されている。

## ゲームでの特戦隊
当時発売されたロールプレイングゲーム『ドラゴンボールZII 激神フリーザ!!』（ファミリーコンピュータ）より登場。初登場場面では、ドット絵で彼らのスペシャルファイティングポーズも再現されている。条件を満たすと手に入る「カエル」カードを持っていると、ギニューのボディチェンジを無効化することができ、これは『ドラゴンボールZ 超サイヤ伝説』（スーパーファミコン）でも同じことが可能。
攻略本『ファミコン奥義大全書 ドラゴンボールZII 激神フリーザ!!』ではメンバーの少年時代の逸話が掲載されており、ギニューは「自分のチェンジ能力に気づいたとき金持ちの少年と体を交換したが、アホらしくなってすぐにやめた」、リクームは「ダンス（バレエ）を習っており、それはバトルポーズや身のこなしに活かされている」、バータは「宇宙一のスピードが身についた理由は、少年時代に人使いの荒い母親に家事を押し付けられ、それを素早くこなさなければならなかったから」、ジースは「銀河リトルリーグで投手、スペースバレーでアタッカーを掛け持ちしており、クラッシャーボールはそのころに編み出した」、グルドは「自分の能力でいたずらを繰り返した悪童だった」となっている。
『激神フリーザ!!』での戦闘力は、ギニューが160,000、リクームが71,000、ジースが64,000、バータが68,000、グルドが19,000。
『超サイヤ伝説』での戦闘力は、ギニューが120,000、リクームが65,000、ジースが64,000、バータが62,500、グルドが13,500。
『ドラゴンボールZ 悟空激闘伝』での戦闘力は、ギニューが120,000〜240,000近く、リクームが52,000、ジースが50,120、バータが50,600、グルドが11,850。
『ドラゴンボールZ 超悟空伝 -覚醒編-』では選択肢により、悟飯でジースと闘えたり、ギニューが最後の闘いにてベジータとボディチェンジに成功するも、フリーザに勘違いされ処刑されるという結末を迎えるなど、原作にはない展開がある。
格闘ゲーム関係ではギニュー特戦隊が全員登場せず、プレイヤーが使用できる隊員がギニューとリクームの2人のみという作品がある。隊員全員が参戦した作品は『ドラゴンボールZ 偉大なるドラゴンボール伝説』が初。
『ドラゴンボールZ Sparking!』シリーズでは、特戦隊同士で戦わせると他のキャラクターのように対戦前の特定の会話が発生。ギニューに他のメンバーと戦わせると、「心が広い俺が相手してやるぞ」と誘うギニューに他のメンバーは「最高っすよ!!」と喜んで承諾する。バータとジースを戦わせると、バータは勝ったらチョコレートパフェを奢るよう要求し、ジースも「同じ条件なら」と手合わせに乗じる。ほかにもリクームは「たまには身内で戦うのもいいんじゃねぇの？」、グルドは「俺が勝ったらナンバー2だ」と、それぞれの個性溢れる台詞を述べる。
また、クウラ機甲戦隊のリーダーであるサウザーとジースの対戦時には、ジースが「てめぇとは決着をつけておかんとな!!」と発言するなど同族のサウザーをライバル視している様子が窺える。なお、サウザーのライバルであるギニューの場合は、サウザーの挑発に対し「言ってくれるじゃないか」と返す。また、グレートサイヤマン（孫悟飯）との対戦時は、「6人目の隊員」「同志」などとメンバーそれぞれがグレートサイヤマンに興味津津であることが分かるが、当の本人は「悪には加担しない」と誘いを断っている。フリーザとの対戦時は、主であるフリーザと手合わせできることに大喜びしてアピールするが、フリーザは「このノリには、ついていけませんね……」「あなたたちはもう少しまじめにおやりなさい」と呆れている。
『ドラゴンボール レイジングブラスト』では、ギニューが新メンバーオーディションを発表するというIFストーリーがある。オーディションにエントリーしたのはザーボンとドドリアを含め8人。グレートサイヤマンには仲間意識を持っていたが、この募集に対しバータだけは「俺たちの注目度が下がるだけ」と不平をこぼすなど、オーディションにはあまり乗り気ではない。また、ジースは自身を特戦隊の「イケメン担当」と思っており、ザーボンを目の敵にしたり、対戦モードでもサウザーに「実力でも顔でも負けている」と言われたのに対して憤るなど原作よりもナルシストな面が描かれている。ほかにも、ギニューがリクーム、ジース、バータ、グルドを厳しく鍛え、横暴な彼が仲間たちから解雇要求されるなどのIFストーリーもある。
携帯公式サイト『ドラゴンボールモバイル』にて配信されているアプリ『超ドラゴンボール RPG』では、条件を満たすことでギニューを悟空たちの仲間にすることができる。
アーケードゲーム『ドラゴンボール ZENKAIバトルロイヤル』では、キャラクターとしてギニューを使用でき、ゲーム内で獲得できるアクセサリーを装着することで戦闘中に特戦隊のメンバーを呼び出すことができる。
『ドラゴンボール ファイターズ』では、メンバー全員が人造人間21号にお菓子にされて食べられる場面があるが、「100点満点中40点くらいの味で悪くはないが、セルに比べればまだまだ」と評されている。
『ドラゴンボールZ カカロット』では、特戦隊を結成した経緯がジースによって語られている。フリーザの命令により、フリーザから絶大な信頼を寄せられているギニューが部隊のバランスを考え、戦闘のスペシャリストを集めたのがギニュー特戦隊であり、ギニューの弟分であるジース、パワーのリクーム、スピードのバータの順にスカウトされ、最後に戦闘力では劣るが、時を止めることができる特殊能力のおかげでグルドが入隊を許された。なお、最初は知恵のボニューがいたが、「スペシャルファイティングポーズはダサいからやりたくない」という理由で脱退している。

## その他
『Vジャンプ』において、ギニュー特戦隊をパロディにした漫画『オニュー特選隊』が連載されていた。内容は基本的に3ページの短編漫画で、隊員たちが新作の玩具や映画（作中では「NEW製品」と呼称）を紹介し、隊長がドラゴンボール本編をパロディにしたボケをかぶせるというもの。隊員たちの名前はオニュー・スクープ・データ・ニュース・クルゾといった新製品に因んだものになっており、ニュースが女性化しているなど容姿にもアレンジが加えられている。